# Circulus supranitidus
Circulus supranitidus is een slakkensoort uit de familie van de Tornidae. De wetenschappelijke naam van de soort is voor het eerst geldig gepubliceerd in 1848 door Wood S..